# Lafayette (Colorado)
Lafayette és una població dels Estats Units a l'estat de Colorado. Segons el cens del 2000 tenia 23.197 habitants.

## Demografia
Segons el cens del 2000, Lafayette tenia 23.197 habitants, 8.844 habitatges, i 5.952 famílies. La densitat de població era de 1.012 habitants per km².
Dels 8.844 habitatges en un 37,4% hi vivien nens de menys de 18 anys, en un 52,4% hi vivien parelles casades, en un 10,9% dones solteres, i en un 32,7% no eren unitats familiars. En el 22,8% dels habitatges hi vivien persones soles el 4,4% de les quals corresponia a persones de 65 anys o més que vivien soles. El nombre mitjà de persones vivint en cada habitatge era de 2,62 i el nombre mitjà de persones que vivien en cada família era de 3,13.
Per edats la població es repartia de la següent manera: un 27,5% tenia menys de 18 anys, un 7,5% entre 18 i 24, un 38,3% entre 25 i 44, un 20,9% de 45 a 60 i un 5,8% 65 anys o més.
L'edat mediana era de 34 anys. Per cada 100 dones de 18 o més anys hi havia 95,2 homes.
La renda mediana per habitatge era de 56.376 $ i la renda mediana per família de 64.088 $. Els homes tenien una renda mediana de 44.167 $ mentre que les dones 31.381 $. La renda per capita de la població era de 27.780 $. Entorn del 5,2% de les famílies i el 7% de la població estaven per davall del llindar de pobresa.

## Poblacions més properes
El següent diagrama mostra les poblacions més properes.